# George L. Mosse
George Lachmann Mosse, född 20 september 1918 i Berlin, Tyskland, död 22 januari 1999 i Madison, Wisconsin i USA, var en tysk-brittisk-amerikansk, vänsterinfluerad judisk historiker verksam vid University of Wisconsin och Hebrew University i Jerusalem med inriktning på fascism, maskulinitet och i synnerhet på Tredje riket.

## Nationalismforskning
De flesta av George Mosses arbeten handlar på ett eller annat sätt om nationalism, och särskilt om den tyska nationalismen, även då ämnen som fascism och rasism står i förgrunden. Hans utgångspunkt är Europas modernisering under 1800- och 1900-talen. För att handskas med denna omvälvning utvecklar européerna vad han kallar en "politisk liturgi" av myter, symboler och stereotyper. Dessa liturgiska element kretsar påfallande ofta kring nationen och den nationella gemenskapen. Nationalismen behövs som enande motvikt till moderniseringens upplösning, och den ges sin förklaring i kulturen, i litterära och estetiska strömningar, och i historien. Med andra ord: i bilder och föreställningar. Mosse betonar att föreställningar är viktiga, människors handlingar och beslut kan inte förklaras enbart av materiella orsaker, idéerna om vem man är, var man hör hemma och vart man är på väg bestämmer i hög grad människors vilja och intresse. Nationalismens historiska myter och symboler är därför ingen museal samling utan en kolossal samhällskraft med inverkan på miljoner människors medvetande.
Mosse kan med sitt kulturhistoriska forskningsprogram uppfattas som något av en förgrundsgestalt för de senaste årens forskning om nationalism. Ett centralt, och tidigt, arbete inom denna riktning är The Nationalization of the Masses (1975). Titeln är ursprungligen ett Hitler-citat från Mein Kampf med innebörden att den folkliga nationalkänslan i själva verket är ett politiskt projekt, och att den måste inympas i folksjälen genom "skoningslös och fanatisk ensidighet".
Med Mosses utgångspunkt blir det något av en kulturhistorisk kartläggningsuppgift att ringa in och beskriva de olika traditioner, föremål, platser och praktiker vilka utgör nationalismens manifestationer. Mosse uppehåller sig särskilt vid de monument som byggdes upp i Tyskland under perioden 1848 till 1914 och som på olika sätt framhäver den tyska historien, och han uppmärksammar de ceremonier och fester som ägde rum vid monumenten. Dessa hade byggts så att det fanns plats för massuppvisningar av gymnaster, sångkörer, skarpskytteföreningar och andra grupper som medverkade i dessa riter. Vid monumenten kunde man marschera, defilera, sjunga, tala, vörda och dyrka. Dessa platser fick en status som heliga, den blev nationella helgedomar. En religiös länk fanns också till den pietistiska traditionen. Pietismen hade talat om ett Wunderraum, ett heligt rum, som fanns i den enskilda människans inre och som uppstod i kontakten med Gud. Platserna för den nationella festerna fungerade som hela nationens eget Wunderraum, platser för kult, innerlighet och gemenskap. Nazisterna, som förde denna kult till dess storvulna och bisarra höjdpunkt, hade med andra ord djupa förbindelser tillbaka till en kristen liturgi, men också till militära traditioner.